# Bondaholmen
Bondaholmen es el nombre que recibe una pequeña isla en Kattegat, situada frente a Trönningenäs en el municipio de Varberg, parte administrativamente de la provincia de Halland, en el país europeo de Suecia, entre la península de Getterön (al sur) y la isla de Balgö (al norte).